# Thomas Curtis
Thomas Pelham "Tom" Curtis (7 de setembre de 1870 - 23 de maig de 1944) va ser un atleta nord-americà, guanyador dels 110 metres tanques en els Jocs Olímpics d'Atenes de 1896.
Tom Curtis va ser estudiant del Massachusetts Institute of Technology i va viatjar a Atenes com a integrant de l'associació d'atletisme de Boston.
El primer dia dels primers Jocs Olímpics moderns, es va classificar per a la final de 100 metres després de guanyar la seva sèrie amb un temps de 12,2 segons. Més tard es va retirar d'aquesta competició per preparar la final de 110 metres tanques, la qual era el seu principal objectiu en les Olimpíades. La carrera es va convertir en un dol entre Curtis i el britànic Grantley Goulding després de la retirada dels corredors Frantz Reichel i William Welles Hoyt. Al començament de la carrera Curtis va guanyar un lleuger avantatge, que Goulding va recuperar abans de la primera tanca. Rere l'última tanca Goulding anava al capdavant, però finalment Tom Curtis va creuar en primer lloc la línia de meta. Els jutges van estimar que Curtis havia guanyat per 5 centímetres amb un temps de 17,6 segons, similar al del seu contrincant.
Com a fotògraf aficionat va realitzar fotografies a Atenes. També va servir com a capità de la Guàrdia Nacional de Massachusetts i va ser ajudant militar del governador de Massachusetts Calvin Coolidge, més tard president dels Estats Units, durant la Primera Guerra Mundial. A més va participar en el desenvolupament de la torradora i va publicar texts humorístics sobre els primers Jocs Olímpics de l'era moderna, el més famós d'ells High Hurdles and White Gloves el 1932.